# Pontogenia lichancoi
Pontogenia lichancoi är en ringmaskart som beskrevs av Pillai 1965. Pontogenia lichancoi ingår i släktet Pontogenia och familjen Aphroditidae. Inga underarter finns listade i Catalogue of Life.